# Ратон (Њу Мексико)
Ратон (енгл. Raton) град је у америчкој савезној држави Њу Мексико.

## Демографија
По попису из 2010. године број становника је 6.885, што је 397 (-5,5%) становника мање него 2000. године.
| Група             | 2000.         | 2010.         |
| Белци             | 2.965 (40,7%) | 2.729 (39,6%) |
| Афроамериканци    | 17 (0,2%)     | 30 (0,4%)     |
| Азијати           | 29 (0,4%)     | 21 (0,3%)     |
| Хиспаноамериканци | 4.148 (57,0%) | 3.986 (57,9%) |
| Укупно            | 7.282         | 6.885         |